# Clamator
Clamator Kaup, 1829 è un genere di uccelli cuculiformi della famiglia Cuculidae.

## Descrizione
Le specie appartenenti a Clamator sono cuculi di grandi dimensioni, tutti di taglia superiore ai 33 cm, con lunghe e strette code e ampie ali castane. Hanno un piumaggio straordinariamente modellato in tre colori: bianco, nero e bruno. I sessi sono simili, i pulli invece differiscono dagli adulti.
Si cibano prevalentemente di grossi insetti e bruchi setolosi che risultano disgustosi per gli altri uccelli. Sono chiassosi e lanciano lunghi e acuti richiami.
Tutte le specie sono parassite di cova e depongono un uovo nei nidi di ospiti di media grandezza, come averle, gazze, garruli schiamazzanti, storni, bulbul, e Timalidi. A differenza del cuculo comune però, né la femmina né il pulcino danneggiano la covata dell'ospite allontanando le uova o uccidendo i pulli. Di solito i pulli ospiti muoiono perché poco competitivi nella richiesta di cibo rispetto al cuculo.
Il genere è distribuito nelle regioni più calde dell'Europa meridionale, in Asia e in Africa a sud del Sahara. Vivono perlopiù in habitat aperti, caldi e coperti di boscaglia, ma alcune specie sono migratrici.

## Tassonomia
Questo genere comprende quattro specie:
- Clamator coromandus (Linnaeus, 1766) - cuculo alicastane o cuculo dal ciuffo alirosse
- Clamator glandarius (Linnaeus, 1758) - cuculo dal ciuffo
- Clamator jacobinus (Boddaert, 1783) - cuculo bianco e nero
- Clamator levaillantii (Swainson, 1829) - cuculo di Levaillant